# Посёлок имени Чкалова
И́мени Чка́лова (им. Чкалова) — посёлок в Предгорном муниципальном округе Ставропольского края России.

## География
Посёлок расположен в северной части Предгорного района, с западной стороны балки Киркиль, по которой протекает река Киркиль.
Расстояние до краевого центра: 120 км.
Расстояние до районного центра: 15 км:24.
Территория посёлка составляет 1,07 км².

### Климат
Климат умеренно влажный со сравнительно мягкой зимой. Среднегодовая температура воздуха составляет +8,0 °C. Абсолютная максимальная температура воздуха +39 °C, минимальная −32 °C. Среднее количество осадков 540 мм. Преобладающими ветрами являются восточные и юго-восточные направления.

## История
На 1 января 1983 года посёлок им. Чкалова входил в состав территории Ессентукского сельсовета с центром в станице Ессентукской:24.
До 16 марта 2020 года входил в упразднённый Тельмановский сельсовет.

## Население
| 1989 | 2002 | 2010 | 2014 |
| ---- | ---- | ---- | ---- |
| 495  | ↗623 | ↗754 | ↘600 |

По данным переписи 2002 года, в национальной структуре населения русские составляли 51 %, греки — 46 %.

## Инфраструктура
В населённом пункте находятся детский сад № 22 (на 20 мест), фельдшерско-акушерский пункт. По состоянию на 2013 год в посёлке 185 одноэтажных домов с приусадебными участками.
Посёлок имени Чкалова состоит из 14 улиц, главной из которых является Волочаевская. В 250 м от жилого дома № 16 по улице Новой расположено общественное открытое кладбище.